# Bata (bedrijf)

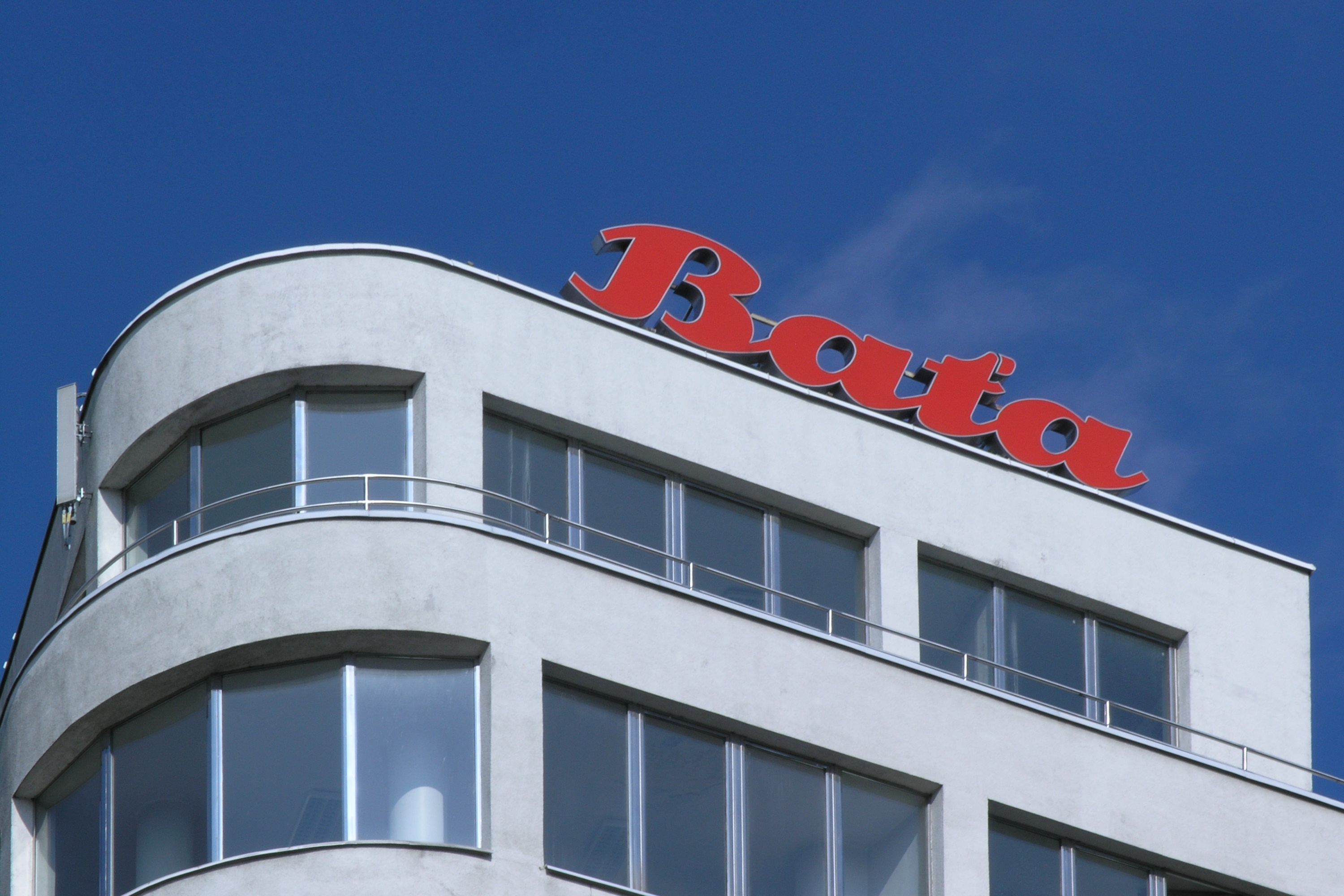
Een bedrijfsgebouw van Bata

Bata, ook bekend onder de oorspronkelijk Tsjechische naam: Baťa [ˈbɑtjɑ], is een van origine Tsjechisch internationaal opererend bedrijf dat schoenen produceert en is opgericht door de gebroeders Baťa in 1894. Sinds 2004 is het hoofdkantoor van het bedrijf gevestigd in Lausanne in Zwitserland.

## Geschiedenis
Het bedrijf is opgericht in 1894 te Zlín door Tomáš Baťa en zijn broer Antonin Baťa onder de naam T. & A. Baťa. Toen behoorde Zlín nog tot Oostenrijk-Hongarije. De oprichters kwamen voort uit een geslacht van schoenmakers. In 1895 nam Tomáš de leiding geheel op zich. Het bedrijf streefde ernaar om industriële methoden in te voeren en vernieuwingen door te voeren. Zo kwam in 1897 de Batovka tot stand, de eerste textielen schoen die machinaal werd vervaardigd.
In 1905 werden al 2200 paar schoenen per dag gemaakt en werkten er 250 mensen bij Bata. In 1909 kwamen de eerste exportorders vanuit Duitsland, de Balkan en het Midden-Oosten. Zo werkten er in 1917 al 5000 mensen en werden er jaarlijks 2 miljoen paar schoenen geproduceerd. Bij de vestigingen van Bata verrijzen arbeidersdorpen met scholen en hospitalen. Ook verrijst geleidelijk aan een netwerk van Bata-winkels. In Nederland verscheen de eerste te Amsterdam in 1922.

### Tsjechoslowakije

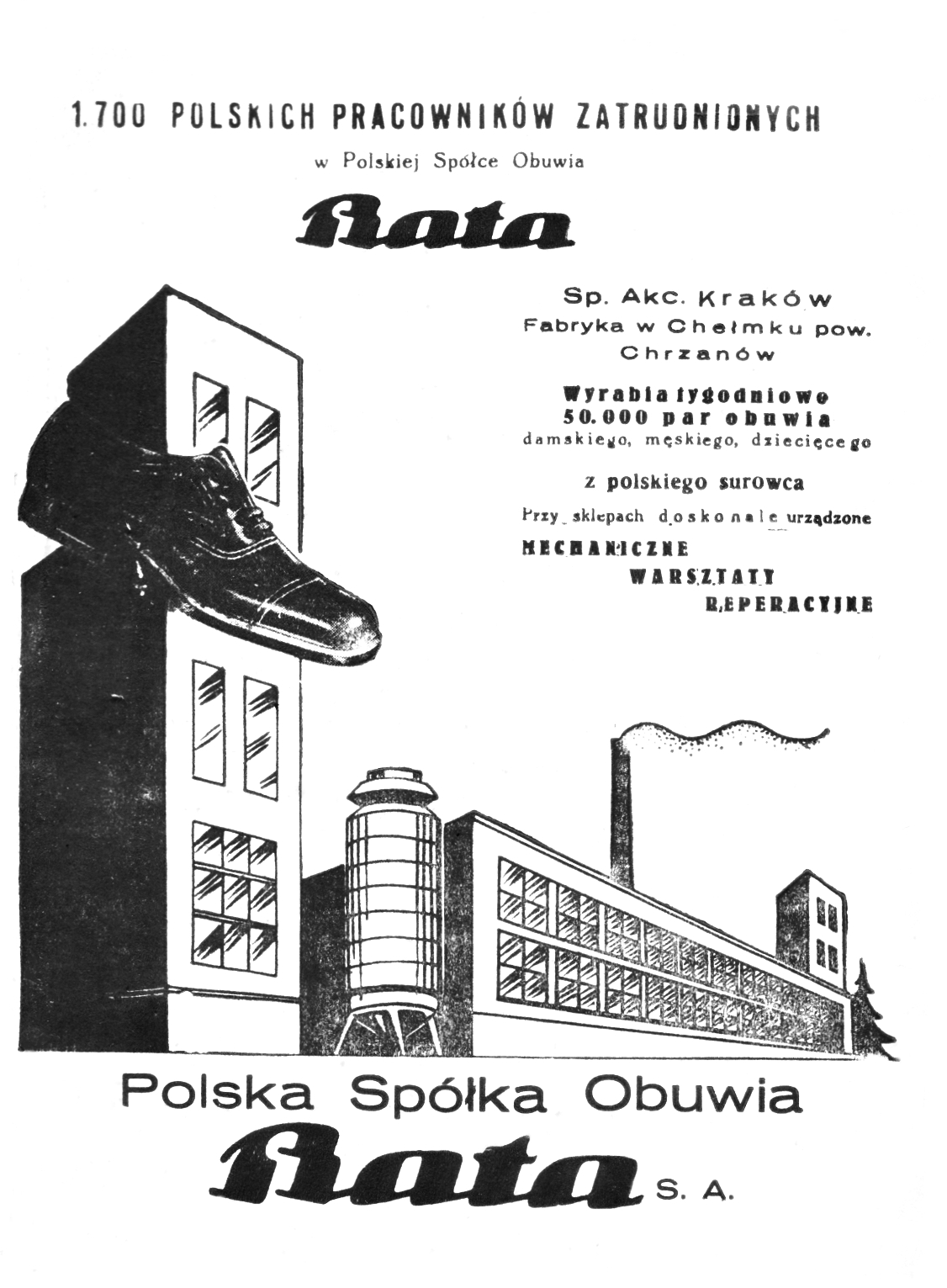
Reclame van Bata in een Pools blad

Na de Eerste Wereldoorlog kwam Zlín in Tsjecho-Slowakije te liggen. In 1923 werd een systeem van winstdeling ingevoerd en in 1925 begon een bedrijfsopleiding.
Als reactie op de toegenomen douanetarieven werden in 1929 tal van vestigingen in het buitenland geopend, zoals in Zwitserland, Duitsland, Engeland, Frankrijk, Joegoslavië, Polen, België, Nederland, de Verenigde Staten en het toen nog Britse India, en later ook in Brazilië en Canada. Tegen het begin van de jaren 30 van de 20e eeuw was Bata 's-werelds grootste schoenenexporteur.
In 1932 kwam Tomáš Baťa om bij een vliegtuigongeluk. Hij werd opgevolgd door zijn zoon, Thomas J. Bata (1914-2008). Het bedrijf ging diversificeren en maakte nu ook autobanden, vliegtuigen, fietsen en machines. In 1939 bezat Bata 63 bedrijven die talrijke producten maakten, maar de kernactiviteit bleef de schoenenproductie met een jaarlijkse verkoop van meer dan 60 miljoen paar schoenen in meer dan 30 landen. Omstreeks 1942 werkten er 105.770 mensen bij het concern.
In 1939 brak de Tweede Wereldoorlog uit, en de leiding van Bata week uit naar Canada, waar in Batawa bij Toronto de organisatie opnieuw werd opgestart. Jan Antonin Bata echter ging in 1940 vanuit de Verenigde Staten terug naar bezet Tsjecho-Slowakije. Dit leidde tot tal van moeilijkheden, zowel met de geallieerde mogendheden, met de bezetter en met de in 1945 aan de macht komende communistische regering. Daarnaast waren er ook aanzienlijke ruzies binnen de familie Bata. In 1945 werden de Oost-Europese vestigingen dan ook genationaliseerd. De naam Bata werd uit de herinnering verbannen, de firmanaam werd omgedoopt in Svit en de naam van Zlín in Gottwaldov. De Svit fabriek produceerde nu voor de binnenlandse markt en werd geleid als een kombinat dat de gehele keten verzorgde. De technologische ontwikkeling van het bedrijf bleef echter achter. Toen het communisme in 1989 werd afgeschaft keerde Thomas J. Bata terug. Het bedrijf werd geprivatiseerd maar was niet in staat de ontwikkelingen te volgen. Het ging failliet in 2000.

### Canada
Ondertussen werd in Canada een nieuwe organisatie opgezet onder leiding van Thomas J. Bata. Het betrof de Bata Shoe Company of Canada. In 1964 verhuisde het hoofdkantoor naar Toronto en in 2002 naar Lausanne. De leiding kwam in 2001 in handen van Thomas G. Bata, de kleinzoon van de oprichter.
In 1970 werd Bata Industrials opgericht, dat zich ging specialiseren in veiligheidsschoenen en -kousen. Dit bedrijf is wereldwijd actief. Ook de laarzen voor het Nederlandse leger, de 'kistjes', worden door Bata vervaardigd. 
In 2007 telde Bata meer dan 40.000 werknemers, bezat het 40 productiebedrijven in 26 landen, verkocht producten in 50 landen en beschikte over 4.600 speciale winkels.

## Betekenis
Bata is vooral bekend als een modern geleid bedrijf dat in tal van plaatsen complete nederzettingen heeft gebouwd voor het personeel. Dit zijn:
- Batadorp bij Best in Nederland (1933)
- Batovany (Partizánske) en Svit in Slowakije
- Batov (Bahňák) bij Otrokovice in Tsjechië
- Borovo-Bata (Borovo Naselje) in Kroatië
- Bataville in Frankrijk
- Batawa in Canada
- Bata-ville, East Tilbury in Engeland
- Batapur in Pakistan
- Batanagar in India, bij Kolkata (1936)
- Bataganj in India